# Tell Laura I Love Her
Tell Laura I Love Her je píseň z žánru teenage tragedy, kterou v roce 1960 napsali Jeff Barry a Ben Raleigh a nazpíval americký zpěvák Ray Peterson, jež se dostala na 7. místo žebříčku Billboard Hot 100. Ve stejném roce ji také nahrál a vydal ve Spojeném království Ricky Valance, kde obsadila první místo v UK Singles Chart. Tato skladba se stala hitem ve 14 zemích a bylo jí prodáno více než 7 milionů kopií.

## Obsah
Píseň vypráví, z pohledu svědka, příběh mladíka jménem Tommy, který je zamilovaný do Laury, se kterou se chce oženit, a tak se přihlásí do automobilového závodu, i když je tam nejmladším a nejméně zkušeným účastníkem, kde chce vyhrát peníze, za které Lauře pořídí svatební prsten. Druhá sloka pojednává o tom, jak jeho vůz havaruje a ocitne se v plamenech, přestože nikdo neví, co se vlastně stalo. Tommy je smrtelně zraněn a jeho poslední slova zní „Tell Laura I love her... My love for her will never die“ („Řekněte Lauře, že ji miluji... má láska k ní nikdy nezemře“. V poslední sloce se Laura modlí v kapli, kde jsou slyšet varhany, a kde stále slyší slábnoucí Tommyho hlas opakující titulní slova.

## Historie nahrávek
V této písni bylo původně zmiňováno místo automobilového závodu rodeo; Barry ale píseň přepsal, aby se více podobala hitu Teen Angel. Na původní nahrávce se podíleli Al Chernet, Charles Macy, a Sebastian Mure jako kytaristé: Lloyd Trotman basovým zpěvem; Andrew Ackers hrou na varhany; Bob Burns saxofonem; a Bunny Shawker jako bubeník.
Coververze Rickyho Valance, vydaná EMI, byla tři týdny na prvním místě UK Singles Chart.
Valanceovu verzi BBC nejprve zakázala; považovala ji za „nechutnou“ a vyjádřila obavy z jejího napodobování.
Petersonův singl byl v roce 1962 po Valanceově úspěchu vydán znovu.

## Umístění v hitparádách

### Týdenní žebříčky
| Žebříček (1960)                | Nejvyšší umístění |
| ------------------------------ | ----------------- |
| Austrálie                      | 7                 |
| Kanada (CHUM Hit Parade)       | 4                 |
| Nový Zéland (Lever Hit Parade) | 3                 |
| U.S. Billboard Hot 100         | 7                 |
| U.S. Cash Box Top 100          | 5                 |

Ricky Valance
| Žebříček (1960)    | Nejvyšší umístění |
| ------------------ | ----------------- |
| Spojené království | 1                 |

Johnny T. Angel
| Žebříček (1974)                  | Nejvyšší umístění |
| -------------------------------- | ----------------- |
| Kanada (Canada Top Singles, RPM) | 79                |
| U.S. Billboard Hot 100           | 94                |
| U.S. Cash Box Top 100            | 80                |

### Výroční žebříčky
| Žebříček (1960)        | Umístění |
| ---------------------- | -------- |
| U.S. Billboard Hot 100 | 67       |

## Další verze
Ve Spojených státech amerických se nahrávka od Johnnyho T. Angela dostala 22. června 1974 na 94. místo.
V roce 1973 vydal nizozemský zpěvák Albert West vydal svou verzi, ta se dostala na 8. místo Dutch Top 40.
V tomtéž roce se novozélandská skupina Creation se svou verzí dostala na 3. místo novozélandského žebříčku a následující rok v Austrálii na 20. příčku.
Příběh popisovaný v písni byl roku 2007 převeden Richardem C. Haguem do divadelní podoby jako Tell Laura I Love Her (The Musical).
Vznikly také španělské verze, Dile a Laura que la quiero, kterou předvedl v roce 1962 chilský zpěvák Ray Palaviccino, Dile que la quiero / La historia de Tommy Mexičana Césara Costy, a španělské skupiny Los HH roku 1963. Českou verzi, nazvanou Když dozrálo víno, nazpíval Petr Spálený v roce 1967.
Ve stejném roce, kdy vznikla původní píseň, vydala Marilyn Michaels písňovou odpověď, nazvanou Tell Tommy I Miss Him.